# 加利福尼亚州
加利福尼亚州（英語：State of California），簡稱加州，是美国西部太平洋沿岸的一个州。面積列美國第三；人口為3,918萬，列美國各州第一。州首府是萨克拉门托。在地理、地貌、物產、人口構成方面都具有多样化的特點。加州有一别名叫做“金州”（The Golden State），邮政缩写是CA，此外尚有英文昵称为Cali。州內的大洛杉矶地区及舊金山灣區分別為美國第二及第五大都會區，人口分別為1,870萬及880萬人。洛杉矶為全州最大城市，且為美國第二大城市，僅次於纽约。洛杉矶县是美國人口最多的縣；聖貝納迪諾縣為美國面積最大的縣。
加利福尼亞州2024年生產總額達4.1兆美元，位居美國各州第一位，超越了日本全国的GDP（4.02兆美元）。如果將加利福尼亞州當作獨立個體看待，其将位居世界第四大經濟體，人口居世界第36位。大洛杉矶地区及舊金山灣區為美國第二及第三大都會區經濟體。舊金山灣區為美國人均生產總額最高的地區，世界市值前十大公司有4家總部位於此地區，世界前十大富豪有4位亦居住於此地區。

## 命名
加利福尼亚（California）最初指的是由墨西哥的下加利福尼亚半岛和今天美国的加利福尼亚州一同组成的这块地域。这个名字被认为来自于一部16世纪西班牙文骑士传奇小说《骑士蒂朗》（高盧的阿瑪迪斯，Amadís de Gaula）中所描绘的一片传说名为“卡拉菲亚”的乐土。这部小说由马托雷尔·加尔巴（Garci Rodríguez de Montalvo）所撰写。书中的“卡拉菲亚”与世隔绝，遍地黄金，到处都是居住在洞穴里热爱自由的亚马逊人和古怪的野兽。
有人也提出“加利福尼亚”一词可能来源于从北美南部炎热的地区。进入加州的早期西班牙探险者形容这片地区“热得像个烤炉”（cali→hot，“热”；fornus→forno→“oven”，结尾加ia来表示一个地方）或“是个石灰烤炉”（cal→lime，“石灰”），西班牙语经常这样使用拉丁词根来构造新词。因此“加利福尼亚”（California）可能出自西班牙语“caliente fornalia”，“热火炉”的意思；或来源于“calida fornax”，拉丁语“炎热的气候”之意。
此外还有来自当地语言“高高的山脉”等其他说法。
另外，別名「金州」（Golden State）常使人以為源自19世紀中葉淘金潮。事實上是來自此州中部山丘的春草於秋天枯萎時，從遠方看來有如遍地金色而得名。此外，因地域版图呈南北狭长走向，習慣上可分為北加州、南加州等至少兩個區的說法。

## 历史

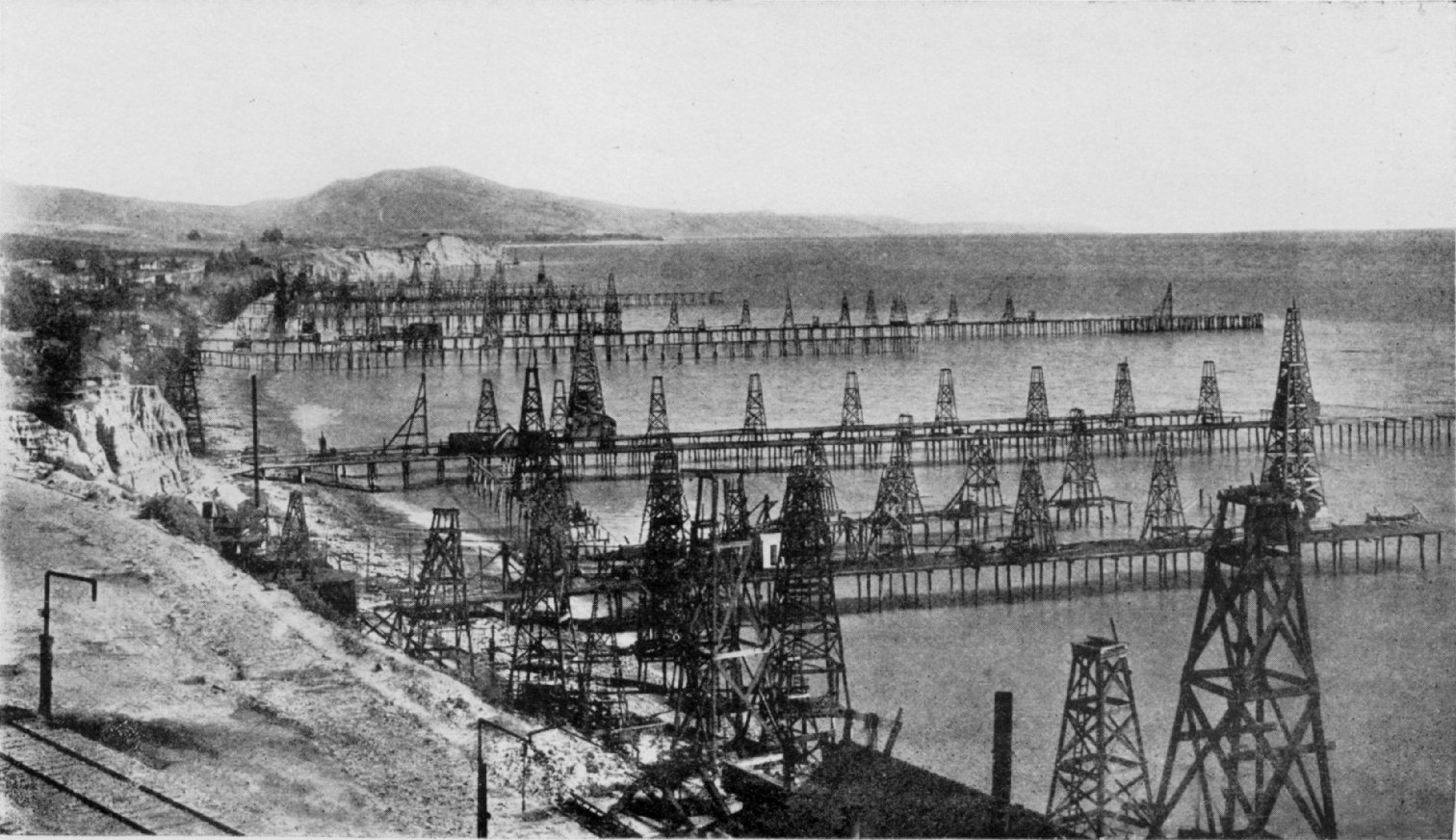
1915年的加州夏地油田

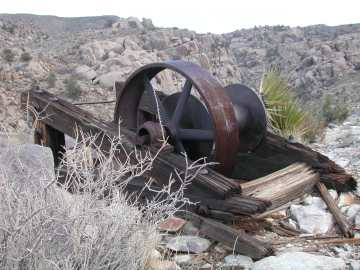
舊金礦礦坑

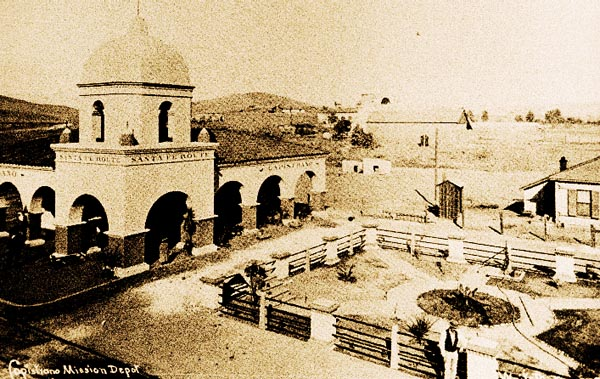
1894年的加州

### 殖民地時期
在英國伊麗莎白時代，著名的海盜弗朗西斯·德雷克爵士曾短暫登陸北美西岸，並宣稱佔領新西班牙北部一帶土地，將其命名為「新亞爾比恩」，然而並未實質建立殖民地。儘管英國人在17世紀聲稱其殖民地已是「從大海到大海」，但實際上對北美西岸的土地興趣不大，當時該區域主要由原住民部落所控制。
到了18世紀末，西班牙開始積極在其控制的加利福尼亞北部推行傳教與定居政策，方濟各會神父與殖民官員合作，在當地建立一系列傳教站與軍事駐防據點。其中，時任上加利福尼亞總督的費利佩·德·內韋於任內推行城市化政策，制定建城規劃條例，創建洛杉磯等主要城鎮，使西屬加利福尼亞的行政體系逐漸成形。當墨西哥於19世紀初自西班牙獨立後，這些傳教士定居點理論上轉為墨西哥政府財產，但因管理鬆散與經濟困難，大多於19世紀上半葉遭到遺棄或私有化。

### 美墨戰爭與建國
西班牙帝国在北美洲西北部的领土被命名为“加利福尼亚省”。1846年，一群青年自发升起加利福尼亚共和国旗，宣布在這塊地方建立新國家，雖然從墨西哥獨立了，但尚不成氣候，隨後捲入1847年的美墨战争之后，这片领土由美国和墨西哥分治。墨西哥所得到的那部分领土后来成了下加利福尼亞州（Baja California）。而美國获得的領土則被稱為上加利福尼亚，1848年，上加利福尼亚的西班牙裔人口大约为4,000人。但是当加利福尼亚发现黄金的消息传开后，无数美国人和欧洲人在淘金热中涌向加利福尼亚。当美国海军将领约翰·斯洛特（John D. Sloat）从旧金山湾进入加利福尼亚后，这个年轻的共和国被宣布成为美国的领土。1850年，加利福尼亚州正式成为联邦的第31个州，結束了短暫作為獨立國家的身分。不過「加利福尼亚共和國」的國號，至今仍放在州旗上。

### 共和國加入聯邦後
該國加入聯邦不久，就遇上了合眾國與聯盟國的分裂，在南北战争期间，加州内部关于是加入北军还是南军发生分歧。虽然最终加州支持共和黨的林肯聯邦政府，維持成為聯邦的一部分，但部分加州人依然加入了南军。
美國統一後，1870年代第一条东西向贯穿美国的铁路的开通使太平洋沿岸地区与美国其他地区拥有了便捷的交通。加州居民也逐渐发现，加州的气候十分适合农作物的生长，特别是柳橙。直到今天加州的农业产量依然丰富。

### 近代加州
1900至1965年间，加州人口變化巨大。从不到100万人，发展成为美国人口最多的一个州，並取代紐約州成為美國州份最大的經濟體，亦是西岸經濟最發達的。1965年至今，隨著美國改革移民法，人口成分发生巨大变化，大量拉丁裔和亞裔移居加州的大城市，包括洛杉磯和舊金山。今天的加州是全球人口最多元文化的一个地区之一。
加州人口不少是民主黨的支持者，1992年起民主黨均在總統選舉勝出，掌握兩個參議員和多數眾議員席次。自2011年起，民主黨控制州長及州議會兩院三分之二的席次，並掌握行政、立法和司法權。雖然共和黨在加州過去曾有優勢，包括1983－2011年的28年間，有23年的州長均是共和黨人，包括阿諾·史瓦辛格，但共和黨近年在加州的支持正不斷下降中，2016年美國總統選舉，唐納德·特朗普只獲得不到三分之一的普選票，而註冊為共和黨的選民更少於民主黨和獨立選民。
加州是美国的科技（矽谷）和文化中心（世界影视中心好萊塢）之一，以及美国农业大州。

## 法律与政府
加利福尼亞州政府中，以直接選舉方式產生的職位包括州長、副州長（Lieutenant Governor）、州務卿（Secretary of State）、加利福尼亞州檢察總長（Attorney General）、州審計長、州財政部長（State Treasurer）、保險局長（Insurance Commissioner）、州教育廳長（State Superintendent of Public Instruction），和四名公平委員會委員。任期為四年，而且只能連任一次。
加利福尼亚州議會由一个40人的州参议院和80人的州眾议院组成。州参议员任期四年，每兩年有一半改选。州眾议员任期兩年。目前民主党為多數黨，共和党為少數党。
目前加利福尼亚州的首府位于萨克拉门托。历史上州府曾设在蒙特瑞（西班牙／墨西哥時代，1775年－1849年）、聖荷西（1849年－1851年）、瓦列霍（1851年－1853年），和貝尼西亞（1853年－1854年）。1854年州府迁移到萨克拉门托。
在美國國會，加利福尼亞州由兩名参议员和52名众议员代表。在美國選舉人團中，加利福尼亚拥有54张选举人票。加州是拥有最多的众议员和总统选举人票的一個州。
加州在1990年代後政治上倾向自由派。1960年代以前，加州長期由共和黨主政，1960年代以後，加州的選民逐漸以民主黨人居多，民主黨在1970年起控制州議會，除了1995－1996年因共和黨革命使共和黨一度得以控制兩年的州議會，但此後民主黨在州議會掌握絕對多數。雖然近年加州作為美國最自由派的州份之一，但在1967－1975年，1983－1999年及2003－2011年加州一直由共和黨主政，共和黨直至1988年一直在總統選舉中勝出。著名的共和黨總統理查德·尼克森及朗奴·列根便是出自加州，列根於1967－1975年曾任州長，而尼克森則在擔任兩屆副總統後，曾于1962年參選州長，並在之前擔任代表加州的國會眾議員及參議員。
2003年，時任州長、民主黨人戴維斯遭到彈劾，成為美國歷史上第二位被彈劾的州長，隨後的罷免投票及補選，由共和黨人、好萊塢演員阿諾·史瓦辛格當選州長，並于2006年成功連任。他亦是目前加州最後一位共和黨州長。
2010年11月2日，民主党人傑瑞·布朗击败共和党人梅格·惠特曼，赢得州长选举。这將是布朗第二次擔任加州州长职位，他也成為加州年紀最大的州長。2014年布朗成功連任。

## 行政區劃
加州下轄58個郡，詳见：

## 地理

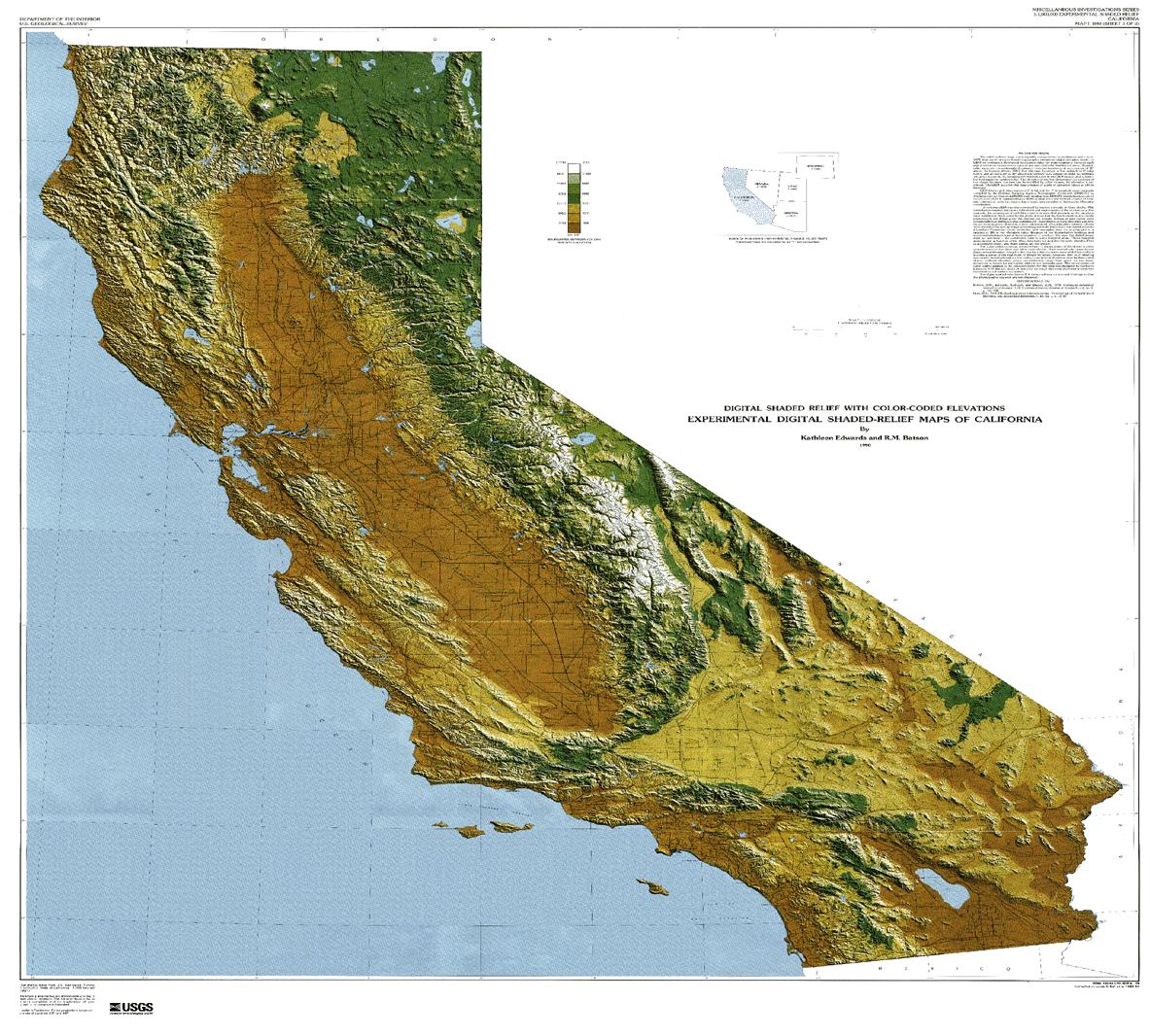
地貌

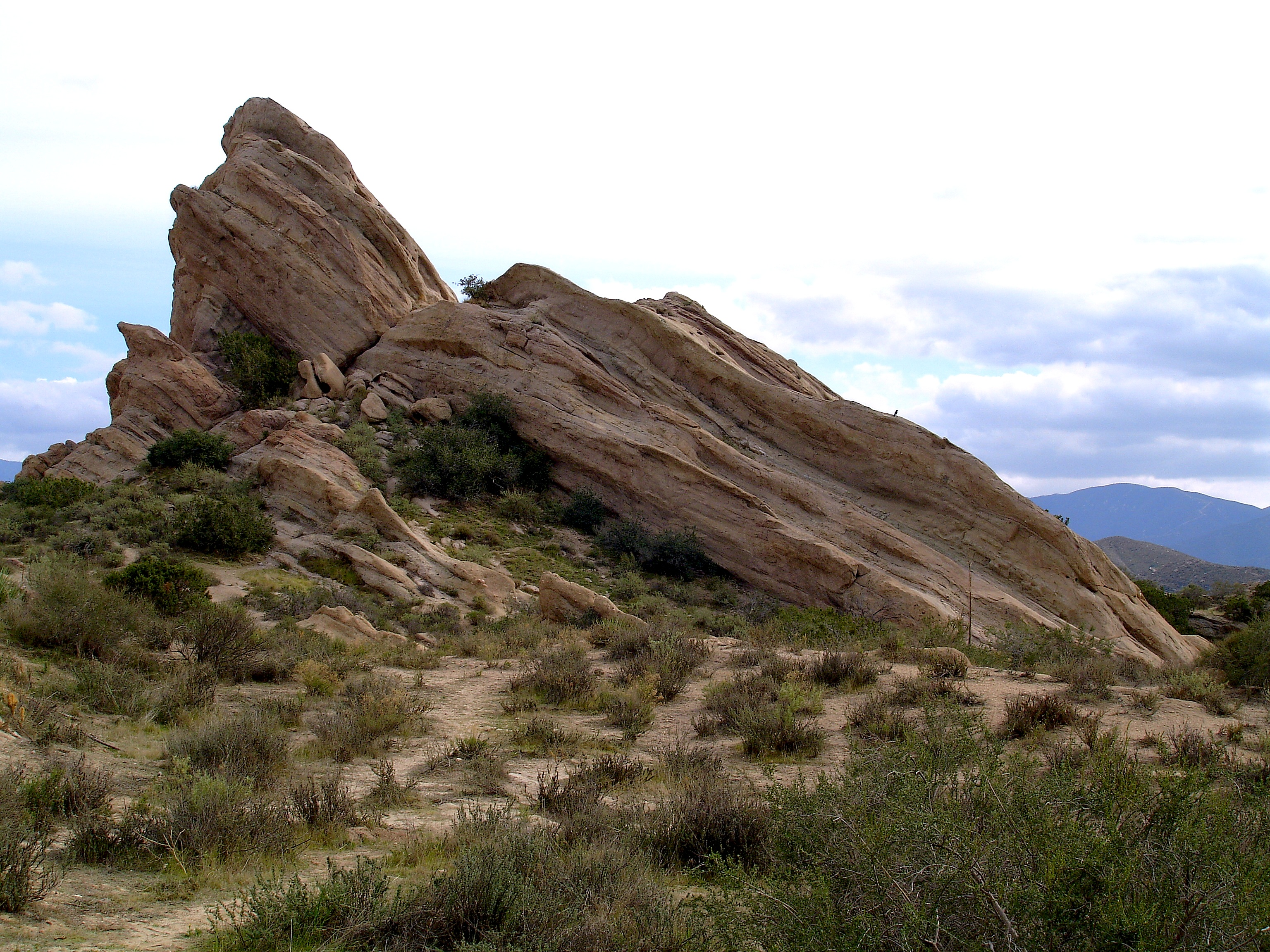
Vasquez岩山

加利福尼亚州与太平洋、俄勒冈州、内华达州、亚利桑那州和墨西哥的下加利福尼亚州接壤。加利福尼亚拥有多样的自然景观，包括壮丽的峡谷、高山和干燥的沙漠。加州面积41万平方公里，是美国第三大州。大多数大城市位于太平洋沿岸较凉爽的地带，包括旧金山、洛杉矶和圣地亚哥。中央谷地是農業區。
内华达山位于加州中部和东部。其中的惠特尼峰海拔4,418米，是美国本土最高点。全球著名的優聖美地国家公园也位于该区域。此外还有一个很深的淡水湖——太浩湖。内华达山的东部有重要的海鸟栖息地欧文斯峡谷和莫諾湖。
在南部有横岭和一个咸水湖索爾頓湖。位于中南部的一块沙漠叫作莫哈韦沙漠。莫哈韦沙漠的东南面有死亡谷。这里有北美最低点。
加利福尼亚位于圣安德烈亚斯断层，经常发生地震。虽然美国的地震大部分发生在阿拉斯加和密西西比河流域，但由于人口密度较高，加州的地震往往会造成更大损失。
加州南部为热带沙漠气候，气温变化较大，年降雨为10英寸。沿海地区由於副热带高压和盛行西风的交替控制，冬湿夏燥，则为地中海型气候。沿岸加利福尼亚寒流流经，夏季凉爽。加州境内的高山，包括内华达山是高山气候，冬天降雪，夏天并不很热。

### 國家公園

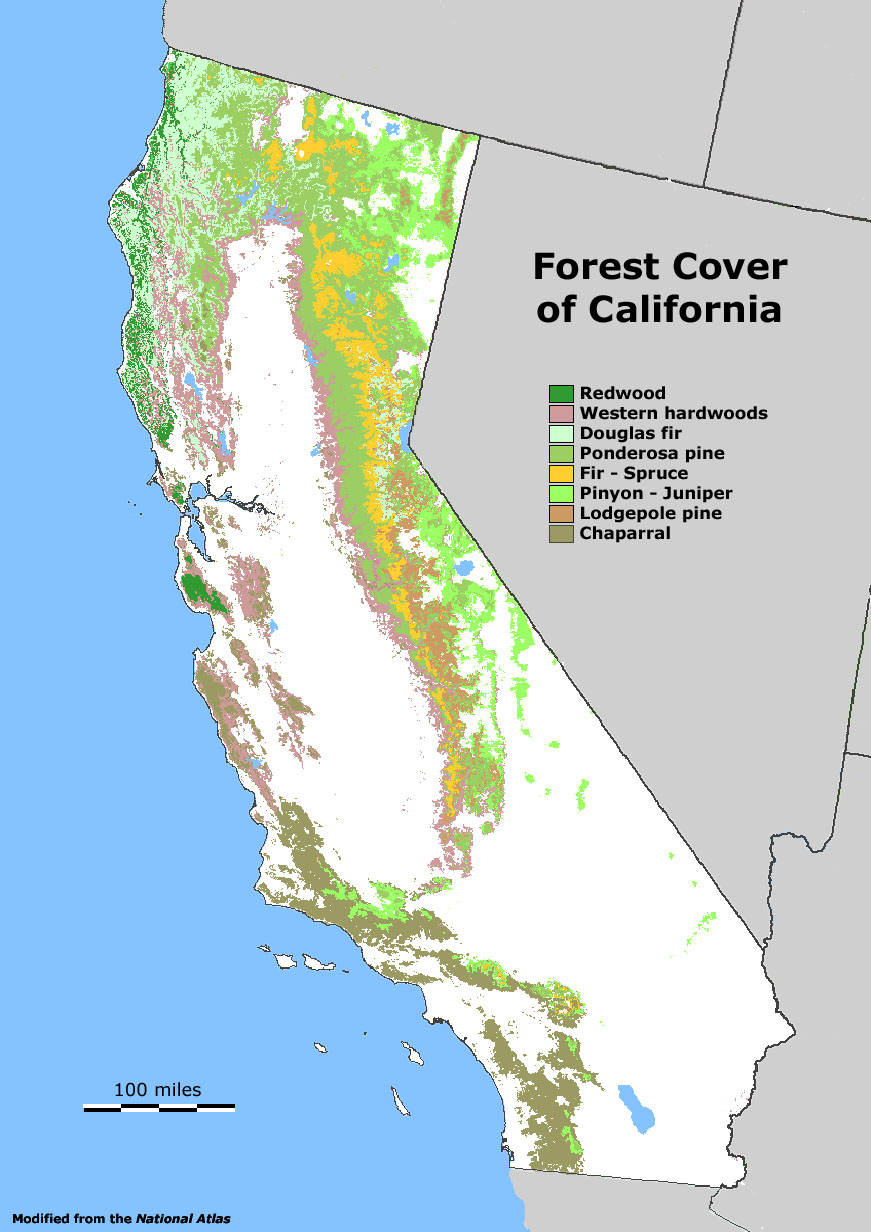
加利福尼亚州森林覆盖情况

- 紅木國家公園（Redwood National and State Parks）
- 拉森火山國家公園（Lassen Volcanic National Park）
- 優勝美地國家公園（Yosemite National Park）
- 國王峽谷國家公園（Kings Canyon National Park）
- 巨杉國家公園（Sequoia National Park）
- 死亡谷國家公園（Death Valley National Park）
- 約書亞樹國家公園（Joshua Tree National Park）
- 海峡群岛国家公园（Channel Islands National Park）
- 尖頂國家公園（Pinnacles National Park）

## 经济

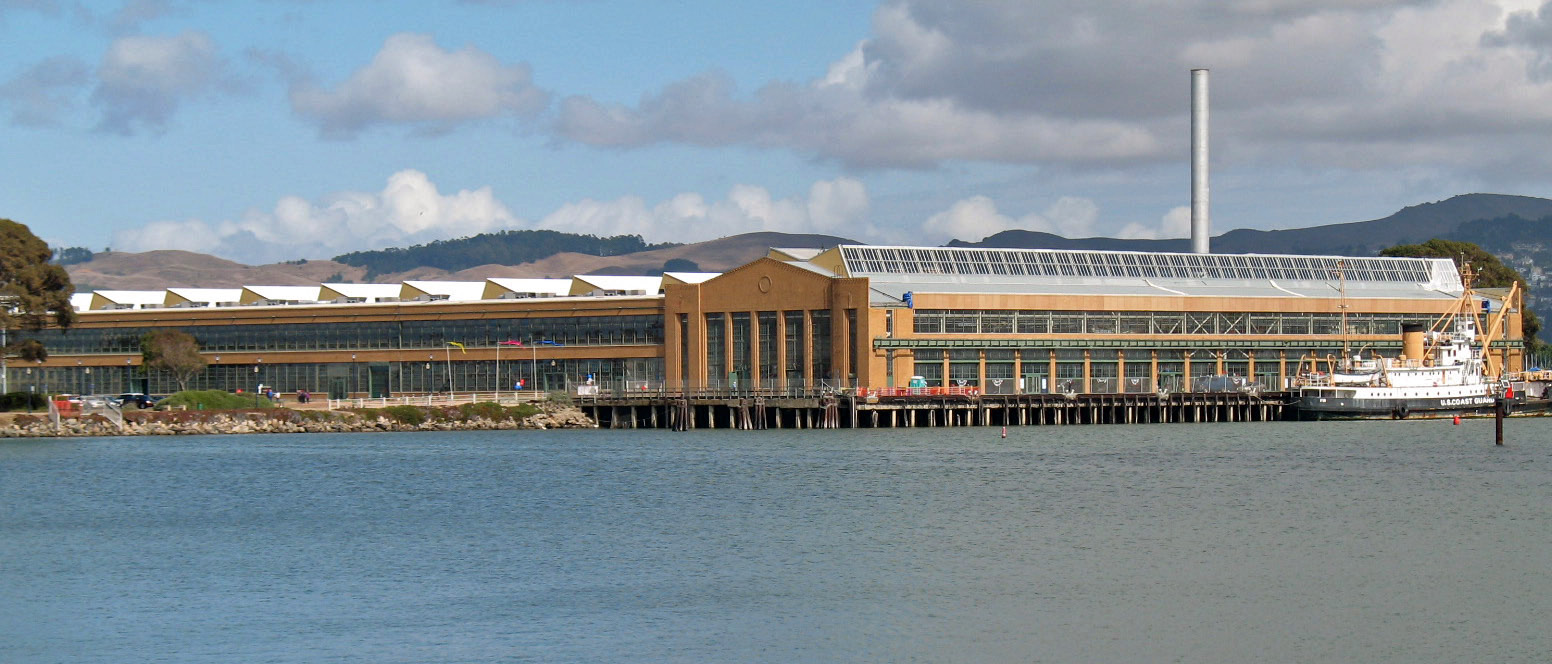
加州福特工廠

根据2015年的统计数据，加利福尼亚州GDP占全美的13.79%，达24585亿美元，为全美最高，若將其算成一個國家，则其GDP仅次于美国、中华人民共和国、日本、德国、英国，是世界第6大经济体，超過了法国。人均GDP为56,365美元，在全美各州中名列第12位。
也因為加利福尼亞州實在太富有也太大，人口又是全美地區第一名的州，所以美國創投公司DFJ創辦人德瑞柏（Tim Draper）在2013年提議公投，希望能將本州切為6個州：傑佛遜州、北加州、中加州、矽谷、西加州與南加州。
加利福尼亚经济的主体是农业（包括水果、蔬菜、牛奶制品和酒）。农业的规模是第二大产业的两倍多。其他重要的产业包括航空、娱乐（主要是电视，虽然加州也出品很多电影）和轻工业，包括计算机硬件和软件，以及硼砂开采。
人均收入因地区和职业的不同而有巨大分化。中部的人均收入差别最大。少数移民的农场工人，收入低于美国最低工资保障线。而农场主则经常拥有上百万美元的私人农场。大多数农场主受过良好教育，大多数至少拥有硕士学位。硅谷地区的医疗产业、电子游戏产业和动画产业正在快速成长，而其高科技产业也一直处于世界领先地位。
工作机会方面，加利福尼亚州最多几大类工作为贸易、运输、公用事业、政府、专业和商业服务，教育和健康服务等服务业。
加利福尼亚经济的一个问题是制造业的缺乏。9.5%的销售税使得在该州投资设厂较不划算。多年来加州少有新的工厂开设，丧失了一些较高收入的制造业工作岗位。这意味着该州的中产阶级－大多是小企业主和建筑及运输工人，以及小部分有知识的工人——几乎是以服务业为主。
2010年1月，加利福尼亚州的失业率达到12.5%（2007年为5.9%），失业率为全美第5位。但同期该州的百万富翁人数已超过663,000人，高居全美榜首。2011年的最新数据显示，全州GDP为19700亿美元。

## 軍事
加州國民警衛隊（California National Guard），規模為2萬4千人，指揮官為加州州長，聯邦化時為美國總統。

## 人口
截至2019年7月1日，该州估计人口为3951万。
据2018年美国人口普查局估计，加州人口组成为59.5%白人（36.6%非西班牙裔白人）、14.7%亚裔、13.8%其他种族、5.8%黑人或非裔美国人、0.8%美洲原住民和阿拉斯加原住民、0.4%的太平洋岛原住民、5.1%来自两个或两个以上种族。[22]白人人口仍然是最大的种族，因为拉美裔大多数认为自己是白人（58.2%），其他人认同自己是其他族裔（34.4%）、多族裔（5.1%）、黑人（0.7%）、美洲印第安人和阿拉斯加土著人（1.1%）、亚洲人（0.5%），夏威夷和太平洋岛原住民（0.1%）。按种族划分，总人口的39.3%是拉美裔（任何种族），60.7%是非拉美裔（任何种族）。如果不考虑种族类别，拉美裔是加州最大的种族。

## 重要城市

### 都会区
| 排名 | 都会区名稱                         | 人口（2019年估计） | 人口（2010年普查） |
| ---- | ---------------------------------- | ------------------ | ------------------ |
| 1    | 洛杉磯 MD                          | 10,039,107         | 9,818,605          |
| 2    | 里弗赛德-圣贝纳迪诺-安大略 MSA     | 4,650,631          | 4,224,851          |
| 3    | 聖地亚哥-丘拉维斯塔-卡尔斯巴德 MSA | 3,338,330          | 3,095,313          |
| 4    | 阿纳海姆-圣安娜-欧文 MD            | 3,175,692          | 3,010,232          |
| 5    | 奥克兰-伯克利-利佛摩 MD            | 2,824,855          | 2,559,296          |
| 6    | 萨克拉门托-罗斯维尔-佛森 MSA       | 2,363,730          | 2,149,127          |
| 7    | 圣何塞-森尼韦尔-圣克拉拉 MSA       | 1,990,660          | 1,836,911          |
| 8    | 旧金山-圣马特奥-红木城 MD          | 1,648,122          | 1,523,686          |
| 9    | 弗雷斯诺 MSA                       | 999,101            | 930,450            |
| 10   | 贝克斯菲尔德 MSA                   | 900,202            | 839,631            |
| 11   | 奥克斯纳德-绍森欧克斯-文图拉 MSA   | 846,006            | 823,318            |
| 12   | 斯托克顿 MSA                       | 762,148            | 685,306            |
| 13   | 莫德斯托 MSA                       | 550,660            | 514,453            |
| 14   | 圣罗莎-佩塔卢马 MSA                | 494,336            | 483,878            |
| 15   | 维塞利亚 MSA                       | 466,195            | 442,179            |
| 16   | 瓦列霍 MSA                         | 447,643            | 413,344            |
| 17   | 圣玛丽亚-圣巴巴拉 MSA              | 446,499            | 423,895            |
| 18   | 萨利纳斯 MSA                       | 434,061            | 415,057            |
| 19   | 圣路易斯-奥比斯波-帕索罗布尔斯 MSA | 283,111            | 269,637            |
| 20   | 默塞德 MSA                         | 277,680            | 255,793            |

## 教育

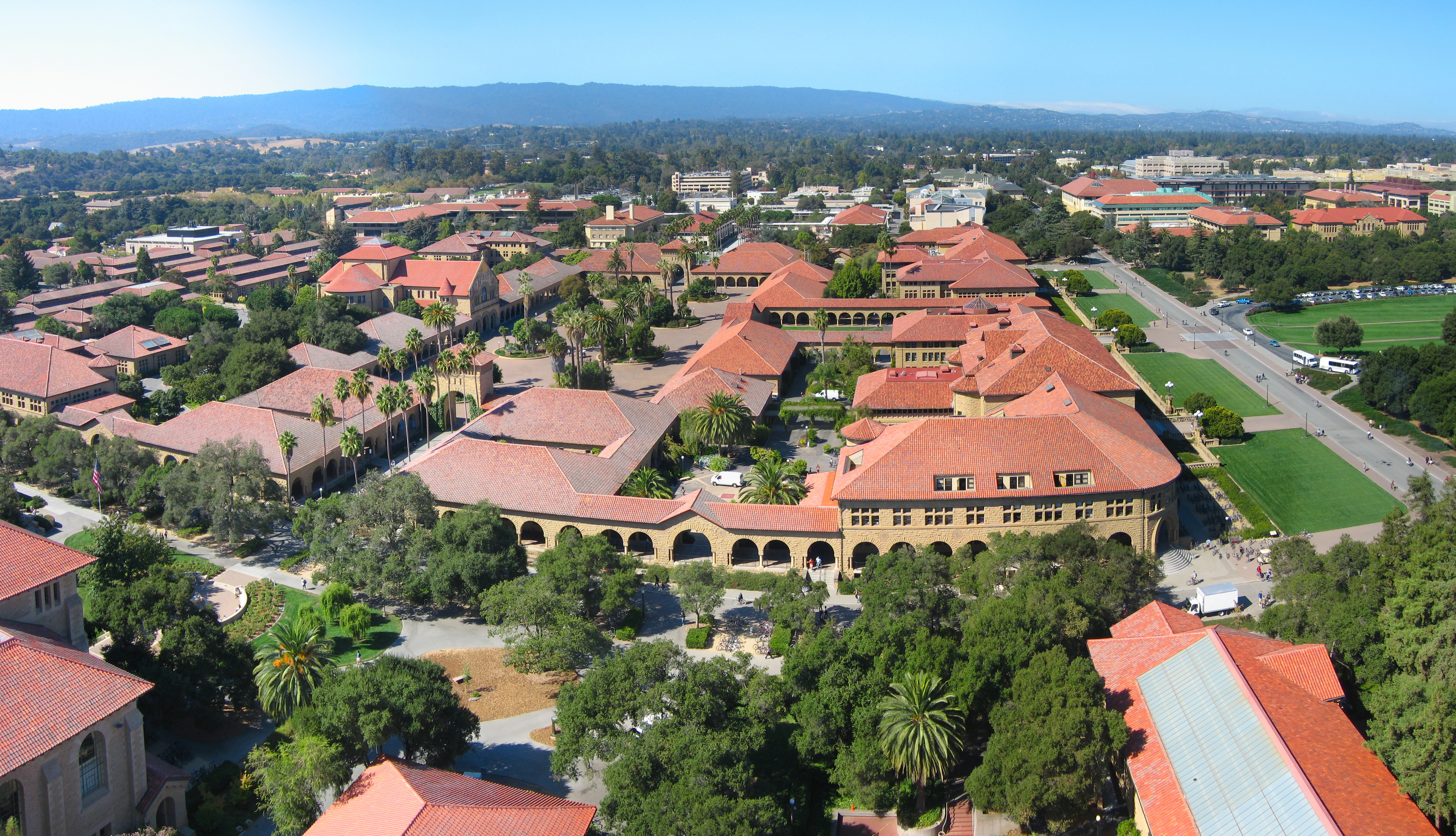
斯坦福大学

詳見加利福尼亞州學院和大學列表

## 交通

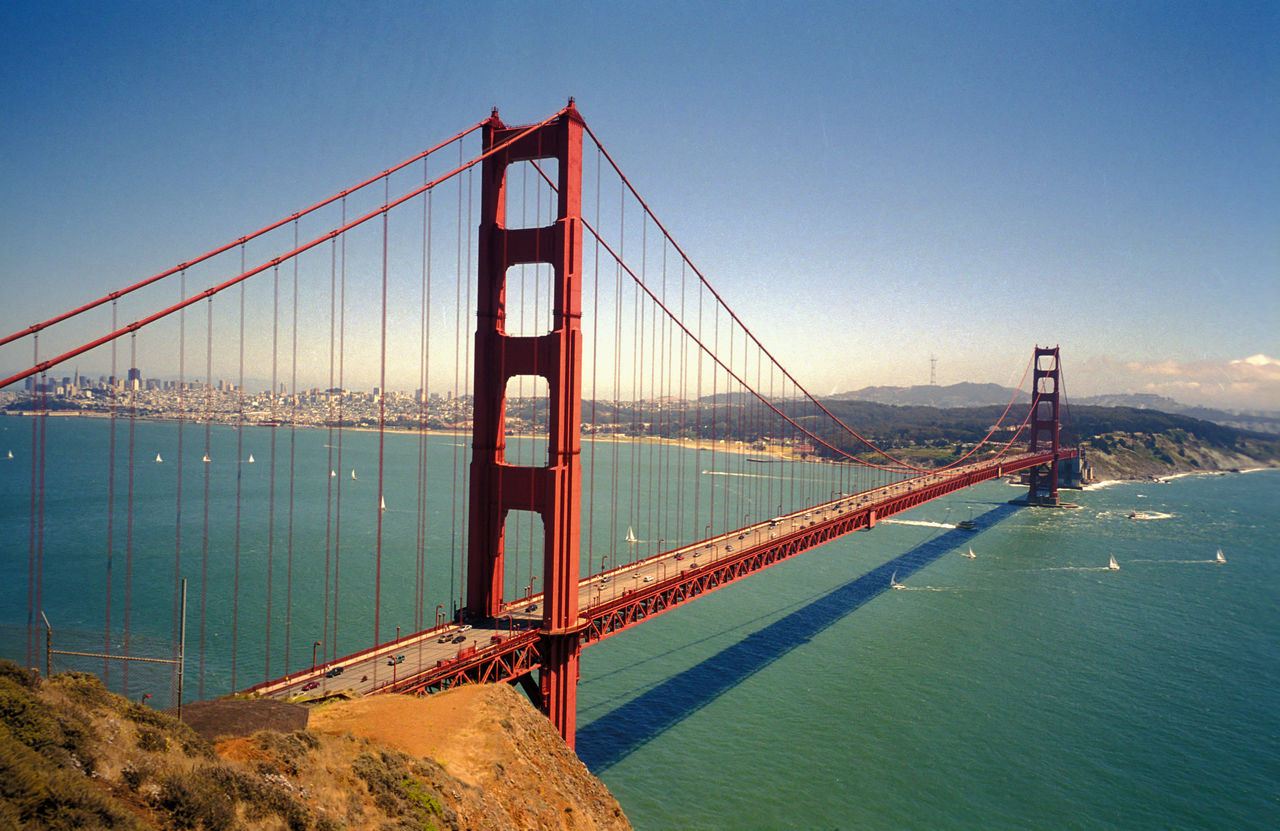
金门大桥

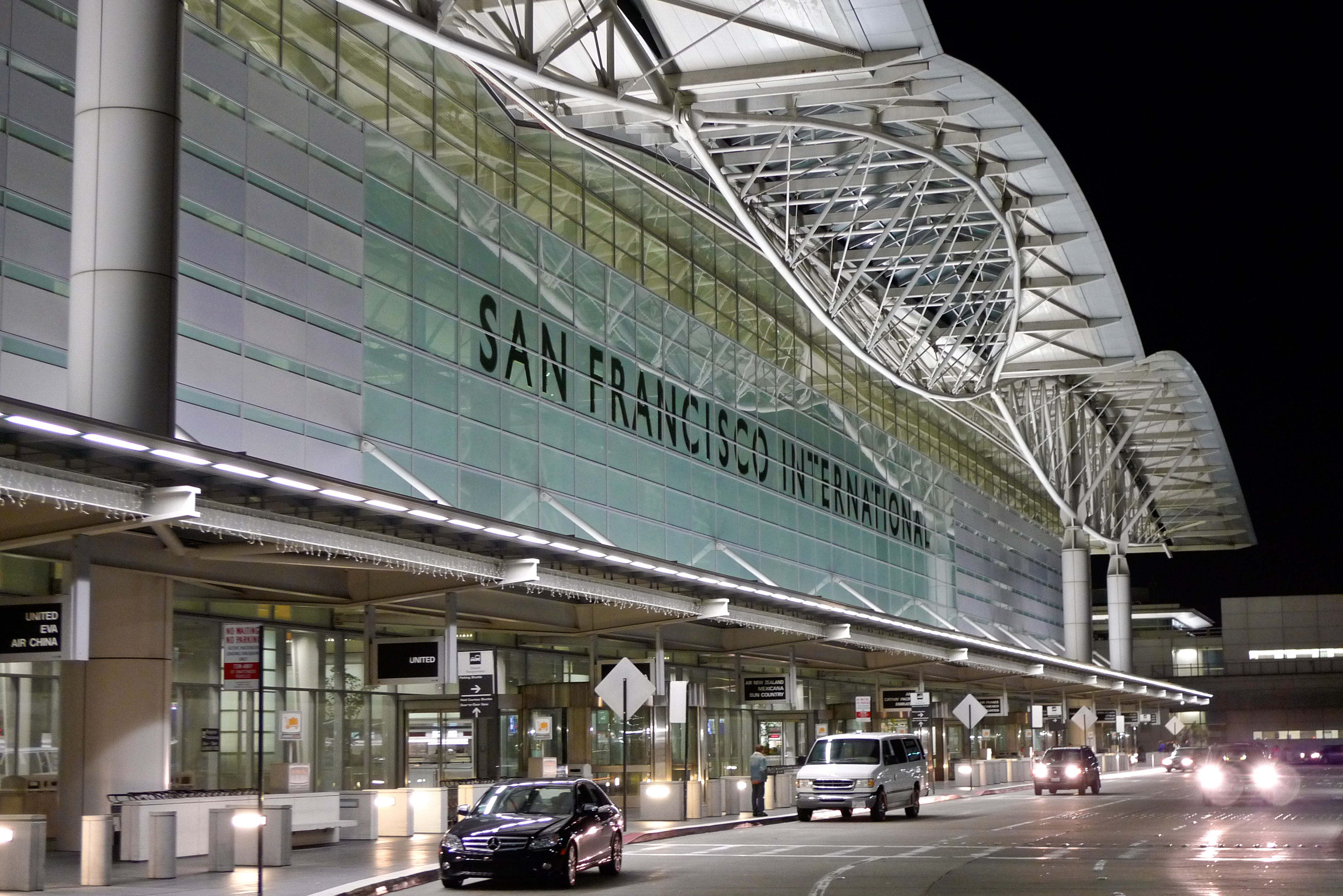
旧金山国际机场

### 重要機場
- 洛杉磯都會區
  - 洛杉磯國際機場（LAX）─聯合航空及美國航空轉運中心，美國最繁忙的國際線機場，航線以美洲、東亞及紐澳為主。
  - 安大略國際機場（ONT）
- 舊金山灣區
  - 舊金山國際機場（SFO）─聯合航空及維珍美國航空轉運中心
  - 諾曼·峰田聖荷西國際機場（SJC）
  - 奧克蘭國際機場（OAK）
- 聖地牙哥都會區
  - 聖地牙哥國際機場（SAN）

### 重要高速公路
- 南北縱向高速公路自東往西有
  - 395號美國國道
  - 99号加利福尼亚州州道
  - 5号州际公路
  - 101號美國國道
  - 1号加利福尼亚州州道
- 南加州的縱向高速公路在395號美國國道以東還有
  - 15号州际公路
- 東西橫向高速公路自南往北有
  - 8號州際公路
  - 10号州际公路
  - 40號州際公路接 58号加利福尼亚州州道接46号加利福尼亚州州道
  - 580號州際公路接120号加利福尼亚州州道
  - 80号州际公路

## 職業運動

### 美式足球
- 全国橄榄球联盟（NFL）
  - 洛杉矶闪电
  - 洛杉磯公羊
  - 舊金山49人

### 棒球
- 大聯盟MLB
  - 美國聯盟
    - 洛杉磯天使
    - 奧克蘭運動家

  - 国家聯盟
    - 洛杉磯道奇
    - 聖地牙哥教士
    - 舊金山巨人
- 小聯盟Minor Leagues
  - 佛列斯諾灰熊（Fresno Grizzlies，3A級太平洋岸聯盟，母隊：舊金山巨人）
  - 沙加緬度河貓（Sacramento River Cats，3A級太平洋岸聯盟，母隊：奧克蘭運動家）
  - 貝克斯菲爾德火焰（Bakersfield Blazer，高階1A級加利福尼亞聯盟，母隊：德州遊騎兵）
  - 高沙漠區小牛（High Dessert Mavericks，高階1A級加利福尼亞聯盟，母隊：西雅圖水手）
  - 艾辛諾湖暴風雨（Lake Elsinore Storms，高階1A級加利福尼亞聯盟，母隊：聖地牙哥教士）
  - 蘭卡斯特噴射鷹（Lancaster JetHawks，高階1A級加利福尼亞聯盟，母隊：波士頓紅襪）
  - 孟德斯托樫果（Modesto Nuts，高階1A級加利福尼亞聯盟，母隊：科羅拉多洛磯）
  - 倫秋庫卡蒙加震動（Rancho Cucamonga Quakes，高階1A級加利福尼亞聯盟，母隊：洛杉磯安那罕天使）
  - 內陸帝國區聖伯納汀諾66人（Inland Empire 66ers of San Bernardino，高階1A級加利福尼亞聯盟，母隊：西雅圖水手）
  - 聖荷西巨人（San Jose Giants，高階1A級加利福尼亞聯盟，母隊：舊金山巨人）
  - 史塔克頓港口（Stockton Ports，高階1A級加利福尼亞聯盟，母隊：奧克蘭運動家）
  - 維薩利亞橡樹（Visalia Oaks，高階1A級加利福尼亞聯盟，母隊：坦帕灣光芒）

### 足球
- MLS
  - 洛杉磯銀河
  - 洛杉磯足球俱樂部
  - 聖荷西地震

### 籃球
- NBA
  - 金州勇士
  - 洛杉磯快艇
  - 洛杉磯湖人
  - 沙加緬度國王
- WNBA
  - 洛杉磯火花

### 冰球
- NHL
  - 安那翰鴨
  - 洛杉磯國王
  - 聖荷西鯊魚

### 摔角
- WWE
  - 雷·密斯特里歐